# Yu Koyama
Yu Koyama (小山 ゆう, Koyama Yū, Ogasa in Shizuoka, 20 februari 1948) is een Japans Mangaka. Nadat hij zijn diploma behaalde aan de Universiteit van Shizuoka, verhuisde hij naar Tokio. In 1968 begon hij te werken voor Saito Productions, het bedrijf van Takao Saito. In 1971 werkte Koyama samen met Kazuo Koike bij Studio Ship.
Koyama maakte in 1973 zijn debuut in het tijdschrift Shonen Sunday met de reeks Ore wa Chokkaku. Hij won verscheidene prijzen voor zijn werk. Zo ontving hij tweemaal de Shogakukan Manga-prijs: in 1977 voor Ganbare Genki en in 1998 voor Azumi. Azumi won ook een Excellentieprijs in 1997 op het Japan Media Arts Festival.

## Oeuvre
- Ore wa Chokkaku (おれは直角)
- Ganbare Genki (がんばれ元気)
- O~i! Ryoma (お〜い!竜馬)
- Change (チェンジ)
- Sprinter (スプリンター)
- Yume ga Yuku (愛がゆく)
- Azumi (あずみ)
- Momotaro (ももたろう)
- Kaze no Saburo (風の三郎)
- Samurai Kazuma (サムライ数馬)
- Harajuku Story (原宿ストーリー)
- Iza! Ryoma (いざ!竜馬)

- Bibliothèque nationale de France: cb15043810x (data)
- CiNii: DA14008226
- International Standard Name Identifier: 0000 0000 1085 5177
- Bibliotheek van het Japanse parlement: 00102827
- Nationale Bibliotheek van Israël: 987010649495305171
- Nederlandse Thesaurus van Auteursnamen: 283602988
- Système universitaire de documentation: 113158947
- Virtual International Authority File: 5213200